# Sant Jaume d'Enveja
Sant Jaume d'Enveja és un municipi de Catalunya situat a la comarca del Montsià. El municipi inclou l'entitat municipal descentralitzada dels Muntells i part del nucli de Balada. Limita amb els municipis d'Amposta, a l'oest, i Deltebre al nord. Els principals accidents geogràfics són el riu Ebre, al nord, i el ventall fluvial del Delta de l'Ebre, on està situat.

## Geografia
- Llista de topònims de Sant Jaume d'Enveja (Orografia: muntanyes, serres, collades, indrets..; hidrografia: rius, fonts...; edificis: cases, masies, esglésies, etc).

| Entitat de població | Habitants (2023) |
| Sant Jaume d'Enveja | 3.179            |
| els Muntells        | 512              |
| Balada              | 10               |
| Font: Idescat       |                  |

|         | Deltebre |                 |
| Amposta |          | Mar Mediterrani |
|         | Amposta  |                 |

## Història

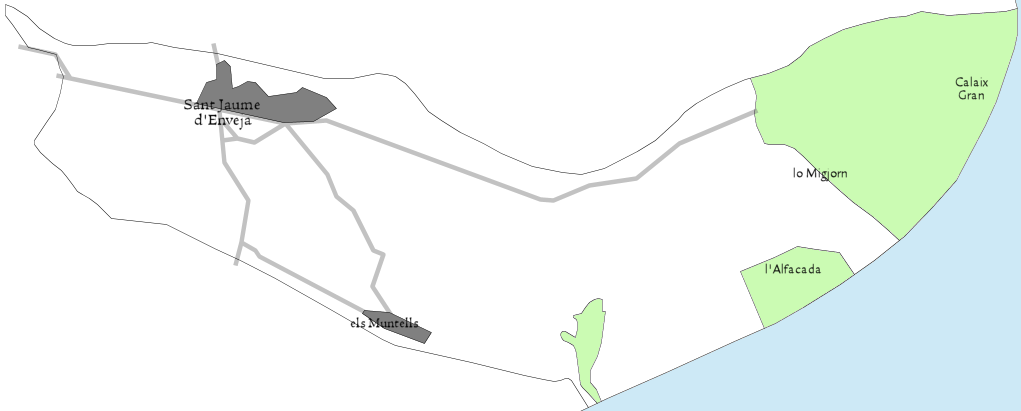
Terme municipal de Sant Jaume d'Enveja

La història de Sant Jaume d'Enveja, malgrat l'existència prèvia de certs assentaments, és relativament moderna, ja que la població no s'estableix com a tal fins als anys 60 del segle xix. Això es deu en bona part al procés recent de formació del Delta, format únicament en els últims segles per l'aportació sedimentària del riu. L'assentament primitiu del poble estava situat a la zona de les Salines, abandonat en finalitzar l'explotació econòmica d'aquestes, a mitjan segle xix. El naixement del poble es configura, precisament, amb el drenatge del que fins llavors eren uns aiguamolls, pel seu aprofitament com a zona d'horta i arrossaire. També fou un factor important al desenvolupament del poble, l'explotació de les salines de la zona, fins a mitjan segle xix.
El topònim prové de l'antiga partida d'Enveja, derivat de l'àrab Ibn Baja, un nom propi de persona. Tradicionalment se li ha anomenat l'Enveja. Sant Jaume va formar part del municipi de Tortosa fins a la seva segregació, l'any 1978. El 1990 el municipi, situat a l'hemidelta dret, deixa d'adscriure's a la comarca del Baix Ebre passant a la comarca del Montsià.
Encara avui, el teixit econòmic del poble s'articula al voltant de l'agricultura, juntament amb una oferta turística en expansió basada en l'atractiu paisatgístic del Delta de l'Ebre (Parc Natural del Delta), i particularment de la biodiversitat de la seva fauna i la seva flora.
Dins el terme municipal hi hagué durant els segles XIII i XIV l'important Port Fangós, on es prepararen les expedicions militars per a les conquestes de Sicília i de Sardenya.

## Administració
| Període     | Alcalde o alcaldessa                          | Partit polític              | Data de possessió | Observacions |
| ----------- | --------------------------------------------- | --------------------------- | ----------------- | ------------ |
| 1979–1983   | Sebastià Gonell Porres                        | CC-UCD                      | 19/04/1979        | --           |
| 1983–1987   | Joan Antoni Forcadell Rullo                   | PSC                         | 28/05/1983        | --           |
| 1987–1991   | Francesc Navarro Franch                       | CIU                         | 30/06/1987        | --           |
| 1991–1995   | Josep Colas Sabaté / Josep A. Fumado Casanova | PSC / EUiA                  | 15/06/1991        | --           |
| 1995–1999   | Francesc Navarro Franch                       | CIU                         | 17/06/1995        | --           |
| 1999–2003   | Sebastià M. Porres Macià                      | PSC                         | 03/07/1999        | --           |
| 2003–2007   | Joan Castor Gonell Agramunt                   | Independent                 | 14/06/2003        | --           |
| 2007–2011   | Joan Castor Gonell Agramunt                   | PSC                         | 16/06/2007        | --           |
| 2011–2015   | Joan Castor Gonell Agramunt                   | PSC                         | 11/06/2011        | --           |
| 2015–2019   | Joan Castor Gonell Agramunt                   | PSC                         | 13/06/2015        | --           |
| 2019-2023   | Joan Castor Gonell Agramunt                   | PSC                         | 15/06/2019        | --           |
| Des de 2023 | Maria Teresa Solsona i Beltri                 | Endavant Sant Jaume (Junts) | 17/06/2023        | --           |

## Política

### Eleccions municipals del 2023
| Candidatura | Candidatura | Cap de llista                 | Vots    | Regidors | % vots |
| ----------- | ----------- | ----------------------------- | ------- | -------- | ------ |
|             | PSC-CP      | Joan Castor Gonell Agramunt   | 753     | 5        | 40,50% |
|             | Endevant    | Maria Teresa Solsona i Beltri | 704     | 4        | 37,86% |
|             | ERC-AM      | Joan Bertomeu i Zaragoza      | 233     | 1        | 12,53% |
|             | Ara Poble   | Jonatan Subirats i Prats      | 141     | 1        | 6,69%  |
| Total       | Total       | votants                       | votants | 11       |        |

Amb un pacte tripartit entre Endevant (Junts), ERC, i Ara Poble (Ara Pacte Local), varen formar un govern majoritari al consistori que trencava els 20 anys seguits de governs dirigits per l'exalcalde Joan Castor Gonell Agramunt, que passà al cap de l'oposició des del 2023. Maria Teresa Solsona i Beltri és proclama així l'alcaldessa del municipi.

### Eleccions municipals de l'any 2015
| Candidatura | Candidatura | Cap de llista | Vots    | Regidors | % vots |
| ----------- | ----------- | ------------- | ------- | -------- | ------ |
|             | PSC-CP      |               | 732     | 5        | 38,87% |
|             | CiU         |               | 504     | 3        | 26,77% |
|             | ERC-AM      |               | 469     | 3        | 24,91% |
|             | PP          |               | 126     | 0        | 6,69%  |
| Total       | Total       | votants       | votants | 11       |        |

## Demografia
| 1920 | 1930 | 1940 | 1950 | 1960 | 1970 | 1981  | 1990  | 1992  | 1994  |
| ---- | ---- | ---- | ---- | ---- | ---- | ----- | ----- | ----- | ----- |
| -    | -    | -    | -    | -    | -    | 3.370 | 3.475 | 3.466 | 3.466 |

| 1996  | 1998  | 2000  | 2002  | 2004  | 2006  | 2008  | 2010  | 2012  | 2014  |
| ----- | ----- | ----- | ----- | ----- | ----- | ----- | ----- | ----- | ----- |
| 3.352 | 3.323 | 3.305 | 3.318 | 3.292 | 3.368 | 3.479 | 3.538 | 3.549 | 3.555 |

| 2016  | 2018  | 2020  | 2022  | 2024  | 2026 | 2028 | 2030 | 2032 | 2034 |
| ----- | ----- | ----- | ----- | ----- | ---- | ---- | ---- | ---- | ---- |
| 3.516 | 3.481 | 3.527 | 3.669 | 3.667 | -    | -    | -    | -    | -    |

## Llocs d'interès
- Centre d'Interpretació de les Barraques del Delta de l'Ebre[4]